# 赤木城
赤木城（あかぎじょう）は、三重県熊野市にあった日本の城。城跡は1989年（平成元年）10月9日に「赤木城跡及び田平子峠刑場跡」の名称で国の史跡に指定されている。また、2017年（平成29年）4月6日、続日本100名城に選定された。

## 概要
赤木城は、紀伊国牟婁郡北山郷の丘陵（現在の三重県熊野市紀和町赤木字城山）に築かれた平山城である。標高約230メートル (238m) に位置し、高さ（比高）は約30-40メートルである。天正17年（1589年）頃の一揆勢力を抑える目的で、藤堂高虎によって築城されたといわれる。主郭を中心として三方の尾根に郭（曲輪）群が設けられ、その尾根を利用した配置は中世山城の形態をもつが、一方では高い石垣や発達した虎口など近世城郭の要素も見られ、築城における過渡期の様相が認められる。

## 歴史

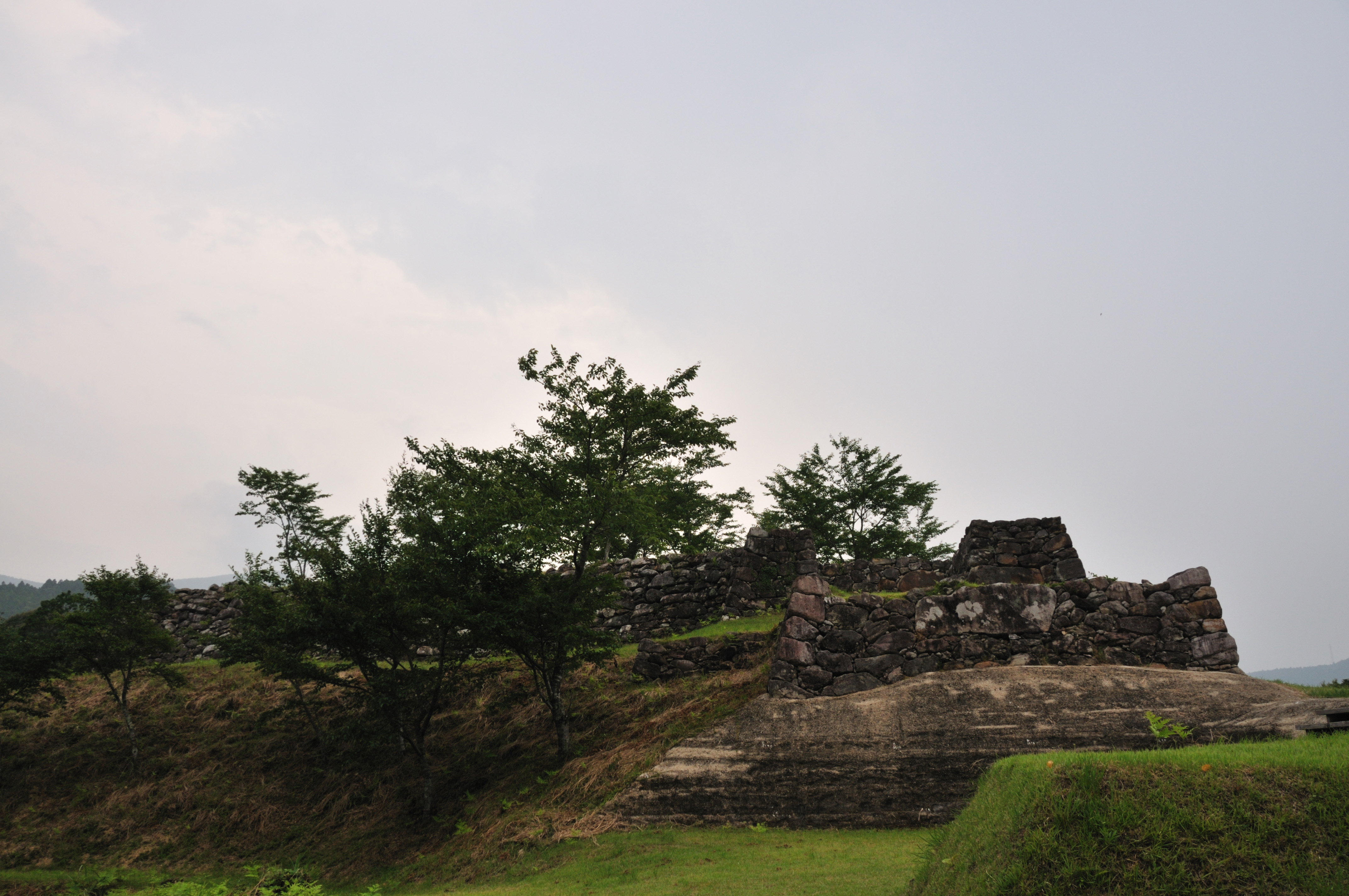
赤木城跡

紀南の熊野一帯は、南北朝の時代より入鹿氏など多くの土豪が勢力を保持していた。天正13年（1585年）、秀吉の紀州攻めの後、紀伊国の平定を命じられた弟の秀長（後の和歌山城主）により検地が始まるが、天正14年（1586年）8月、山本氏ら熊野牢人衆による天正の北山一揆が起こった。この一揆は、秀長の制圧により10月にはほぼ治まったが、天正16年（1588年）9月から天正17年（1589年）5月にかけて徹底的に征伐された。鎮圧の後、秀長はこの地で山（材木）奉行に就かせていた家臣の藤堂高虎に赤木城の築城を命じ、天正17年（1589年）頃に堅固な城が築かれたと考えられる。
慶長年間（1596-1615年）の領主であった浅野氏（新宮藩主・浅野忠吉）に対して、慶長19年（1614年）の大坂冬の陣の出陣の隙を狙って12月に再び北山一揆が起こり、総勢およそ3000人が新宮城に侵攻しようとしたが壊滅し、363人が処刑された。高虎が赤木城の修築を終えた翌慶長20年（元和元年）1月、一揆の残党が築城した赤木城の落成披露の際に捕らえられ、160人が赤木城の西約1キロメートルにある田平子峠（たびらことうげ）で斬首された。その後、赤木城は元和元年（1615年）の一国一城令により廃城となったといわれる。田平子峠刑場跡には、1968年（昭和43年）10月に北山一揆殉難者供養塔が建てられた。
1992年（平成4年）より2004年（平成16年）にかけて、赤木城は文化庁および三重県の補助により「赤木城保存整備事業」が行われ、調査・整備された。
2015年（平成27年）にテレビ番組の城跡特集で取り上げられ、その後、新聞で霧の立ち込める中に城跡が浮かぶような写真が掲載されたり、インターネットで城好きの間で盛んに紹介されたことなどにより、2014年（平成26年）は2040人であった訪問者が、2015年（平成27年）には3万3078人に達し、同年4月だけでも7524人（2014年の年間訪問者の約3.7倍）が訪れるようになった。注目される前は、湯ノ口温泉の入浴客が丸山千枚田を見物したついでに立ち寄る程度であった。

## 構造

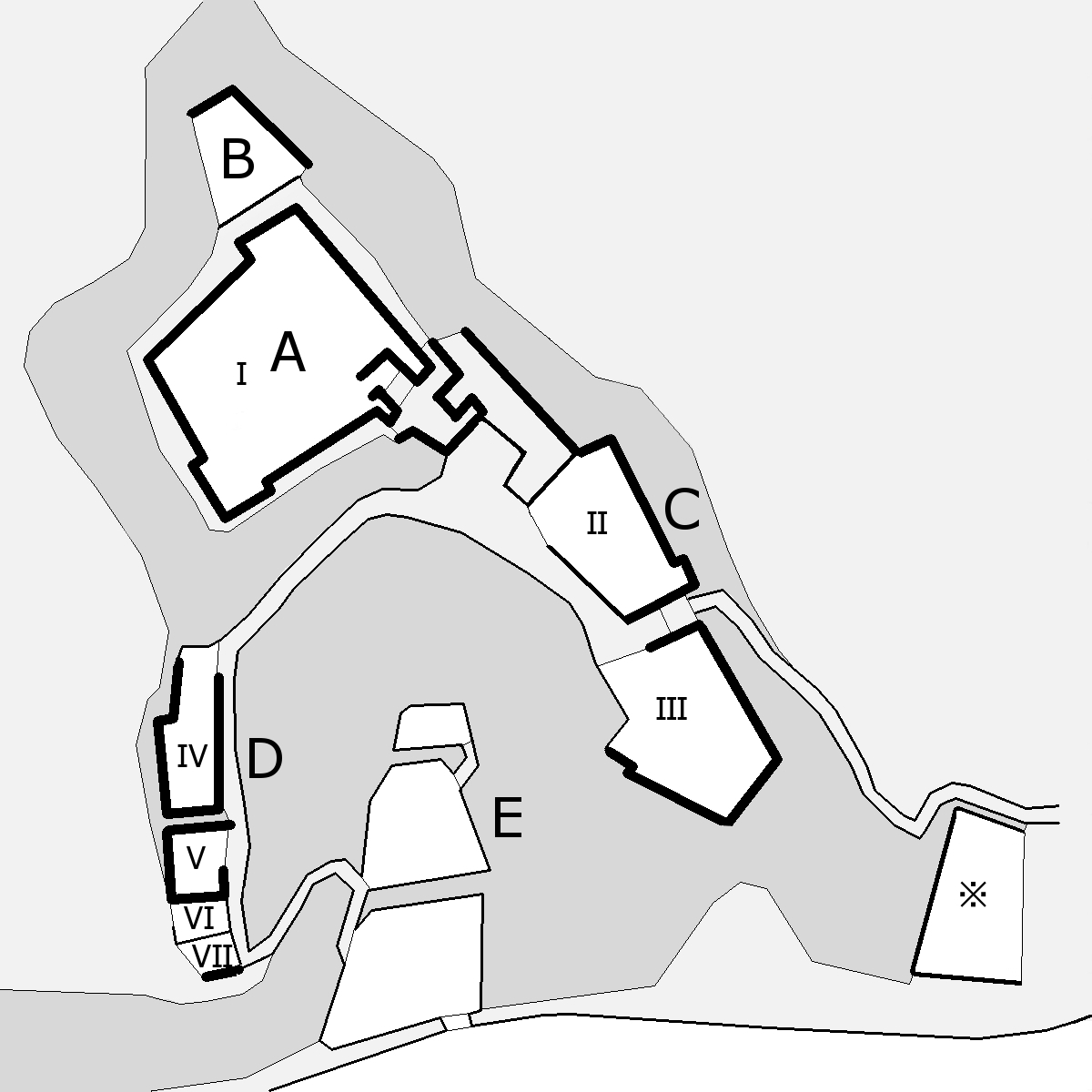
赤木城の概要図
A. 主郭 B. 北郭 C. 東郭 D. 西郭 E. 南郭
※ 伝・鍛冶屋敷跡

登城口付近に鍛冶屋敷があったとの伝承があり、また、近隣の入鹿（いるか）は古くより有数の銅山として知られる。赤木城の麓には、北山から田平子峠を越えて入鹿に通じる北山街道が延びている。城はその要衝に築かれ、縄張りの規模は東西90メートル、南北120メートルとなる。『紀伊続風土記』には「村の西にて岡山の上にあり周5町、高38間、本丸、二の丸、三の丸、馬場、池等も備わり、高さ2間の石垣今に存し」と記されている。

### 主郭
かつて本丸と呼ばれた主郭（曲輪 I）は、東西33メートル、南北27メートルのほぼ方形ないし台形である。城郭の中心として最高所に位置し、複雑な二重の枡形虎口を備える。また、南・北の側面には横矢掛り（よこやがかり）が認められる。石垣は高さおよそ3-4メートルで、反りのない野面（のづら）乱積み（らんづみ）である。北西角は高さ5メートルで、四隅は算木積み（さんぎづみ）となる。東側の下に犬走りがあり、北郭（付曲輪）および北の堀切につながる。

### 北郭
北郭は主郭の北に延びる尾根にあり石垣が見られるが、簡素で西側には石垣はない。北郭のさらに北方に、幅およそ9メートルの堀切が設けられている。

### 東郭
主郭より南東に延びる尾根上にある東郭は、高さ3メートル近い石垣をもつ一対の郭（曲輪 II・III）からなる。この2つの郭に挟まれた登城路に門の礎石が残り、ここに間口2.4メートル、奥行1.8メートルの四脚の門があったと推定される｡また、郭内より建物のものとされる礎石が認められている。二の丸の位置は不詳であるが、この城門を備えた南北25メートル、東西8メートルの東郭が二の丸であったとも考えられる。

### 西郭
主郭より南西に延びる細い尾根上に、西郭と呼ばれる4つの郭（曲輪 IV・V・VI・VII）がある。三方に石垣をもつ上側の郭（曲輪 IV）からは、2棟の建物の礎石とともに水溜（みずため）とも考えられる石組が発掘された。

### 南郭
東郭と西郭に挟まれた山裾の谷間に位置し、3層の平らな段状に削り整地されている。この南郭からも建物の礎石が認められるとともに、土溜めの石積みも見つかった。また、かまど跡も認められており、かつて付近に4基のかまど跡が残存したともいわれる｡